# Canton de Rennes-Nord-Ouest
Le canton de Rennes-Nord-Ouest est un ancien canton français situé dans le département d'Ille-et-Vilaine et la région Bretagne.

## Composition

### De 1985 à 2015

Rennes découpée en cantons (sans les communes limitrophes). Les points sont les bureaux de vote en 2012.

Le canton de Rennes-Nord-Ouest comptait 33 126 habitants en 2012 (population municipale) et groupait quatre communes dont une fraction de Rennes :
- Gévezé ;
- Pacé ;
- Parthenay-de-Bretagne ;
- Rennes (fraction).

La fraction de Rennes située dans le canton correspondait globalement au quartier Villejean - Beauregard.

## Histoire
Créé au XIXe siècle, le canton de Rennes-Nord-Ouest est supprimé par le décret du 23 juillet 1973 réorganisant les quatre cantons de Rennes en dix cantons.
Il est recréé par le décret du 16 janvier 1985 renommant le canton de Rennes-III.
Il est supprimé par le redécoupage cantonal de 2014.

## Représentation

### Conseillers généraux de 1833 à 1973
| Période      | Période          | Identité                                                         | Étiquette               | Qualité                                                                                   |
| ------------ | ---------------- | ---------------------------------------------------------------- | ----------------------- | ----------------------------------------------------------------------------------------- |
| 1833         | 1848             | Philippe Joüin                                                   | Parti du Mouvement      | Maire de Rennes (1830-1837)                                                               |
| 1848         | 1852             | Jean-Baptiste Lesbaupin                                          |                         | Avocat à Rennes                                                                           |
| 1852         | 1859             | Frédéric Balthazard Isidore de Moncuit de Boiscuillé (1799-1884) | Bonap.                  | Propriétaire, maire de Rennes (1853-1855)                                                 |
| 1859         | 1885 (démission) | Eugène Pinault                                                   | Bonap.→ Cent.g→ Opport. | Industriel (tanneur), député (1876-1889)<, adjoint au maire de Rennes                     |
| 1885         | 1886             | Léon Guérard                                                     | Répub.lib               | Professeur à la faculté de droit                                                          |
| 1886         | 1891 (décès)     | Louis Martin (1843-1891)                                         | Opport.                 | Avocat, maire (1884-1887) de Saint-Malo                                                   |
| février 1892 | 1913 (décès)     | Eugène Pinault                                                   | républicain Libéral     | Industriel, député (1876-1889), sénateur (1901-1913)                                      |
| 1913         | 1916 (décès)     | Jean-Baptiste Guérin                                             | républicain Libéral     | Maire de Pacé                                                                             |
| 1916         | 1919             | siège vacant                                                     |                         |                                                                                           |
| 1919         | 1940             | Étienne Pinault (fils d'Eugène Pinault)                          | PDP                     | Attaché au ministère de la Justice, maire de Pacé, député (1906-1910 et 1928-1942)        |
|              |                  |                                                                  |                         |                                                                                           |
| 1945         | 1955             | Louis Le Gall La Salle                                           | MRP                     | Médecin                                                                                   |
| 1955         | 1961             | François Château                                                 | DVD                     | Entrepreneur, maire de Rennes (1935-1944)                                                 |
| 1961         | 1963 (décès)     | Jean-Paul Chasseboeuf                                            | MRP                     | Notaire, maire de Pacé                                                                    |
| 1963         | 1973             | Georges Brand                                                    | DVD                     | Ferronnier d'art, conseiller économique et social, adjoint au maire de Rennes (1959-1977) |

### Conseillers d'arrondissement (de 1833 à 1940)
| Période                                  | Période | Identité                                                 | Étiquette   | Qualité |
| ---------------------------------------- | ------- | -------------------------------------------------------- | ----------- | --- |
| 1833                                     | 1845    | Charles Louis Auguste Magouet de La Magourie (1779-1854) |             | Ancien capitaine de dragons, adjoint au maire de Rennes, propriétaire à Saint-Georges-de-Gréhaigne          |
|                                          |         |                                                          |             | |
|                                          | 1889    | Adolphe Bourdonnay                                       | Républicain | Avoué à Rennes                                                                                              |
|                                          |         |                                                          |             | |
| 1907                                     | 1910    | M. Laurent                                               | Radical     | Premier adjoint au maire de Rennes                                                                          |
| 1910                                     | 1919    | Théophile Fouéré                                         | Radical     | Fabricant tanneur à Rennes                                                                                  |
| 1919                                     | 1931    | Jean-Baptiste Gautier                                    | Républicain | Ancien militaire, propriétaire à Rennes, président du conseil d'arrondissement                              |
| 1931                                     | 1937    | Jean Tromeur (1893-1938)                                 | Radical     | Avocat à la cour d'appel, adjoint au maire de Rennes                                                        |
| 1937                                     | 1940    | M. Lecompte                                              | Républicain | Adjoint au maire de Rennes                                                                                  |
| 1940                                     |         |                                                          |             | Les conseils d'arrondissement ont été suspendus par la loi du 12 octobre 1940 et n'ont jamais été réactivés |
| Les données manquantes sont à compléter. |         |                                                          |             | |

### Conseillers généraux de 1973 à 1985
Voir Canton de Rennes-III.

### Conseillers généraux de 1985 à 2015
| Période | Période | Identité         | Étiquette | Qualité |
| ------- | ------- | ---------------- | --------- | --- |
| 1985    | 2001    | Frédéric Vénien  | PS        | Maître assistant, maire de Pacé (1989-1995), ancien conseiller général du canton de Rennes-3 (1982-1985)                       |
| 2001    | 2008    | Philippe Rouault | UMP       | Ingénieur conseil puis directeur d’études, député d'Ille-et-Vilaine (2002-2007), maire de Pacé (1995-2002)                     |
| 2008    | 2015    | François André   | PS        | Gestionnaire de personnels, député (2012-2020), adjoint au maire de Rennes (2001-2012), élu en 2015 dans le canton de Rennes-6 |

## Démographie
| 1990   | 1999   | 2006   | 2011   | 2012   |
| ------ | ------ | ------ | ------ | ------ |
| 25 767 | 28 130 | 29 820 | 32 308 | 33 126 |